# Osttimoresisch-vietnamesische Beziehungen
Die Staaten Osttimor und Vietnam unterhalten freundschaftliche Beziehungen.

## Geschichte
Bronzetrommeln der Dong-Son-Kultur (etwa 800 v. Chr. – 200 n. Chr.) aus dem Gebiet des heutigen Vietnams entdeckte man auch in Osttimor.
Vietnam war eines von zwölf Ländern, die die Unabhängigkeitserklärung Osttimors 1975 anerkannten. Bereits direkt nach Ende der indonesischen Besetzung 1999 und vor der Entlassung Osttimors in die Unabhängigkeit 2002 nahmen die beiden Länder am 21. Oktober 1999 diplomatische Beziehungen auf.
2009 unterzeichneten die beiden Länder einen Vertrag über Reislieferungen nach Osttimor, 2010 folgte eine Rahmenvereinbarung über technische und ökonomische Kooperationen. Kooperationsfelder sind Handel/Investment, Bildung, Landwirtschaft, Fischerei und gegenseitige Unterstützung bei den Vereinten Nationen. Vietnam will Osttimor technische Unterstützung bei der Bekämpfung illegaler Fischerei leisten und Experten zur Ausbildung von Personal senden.

## Diplomatie

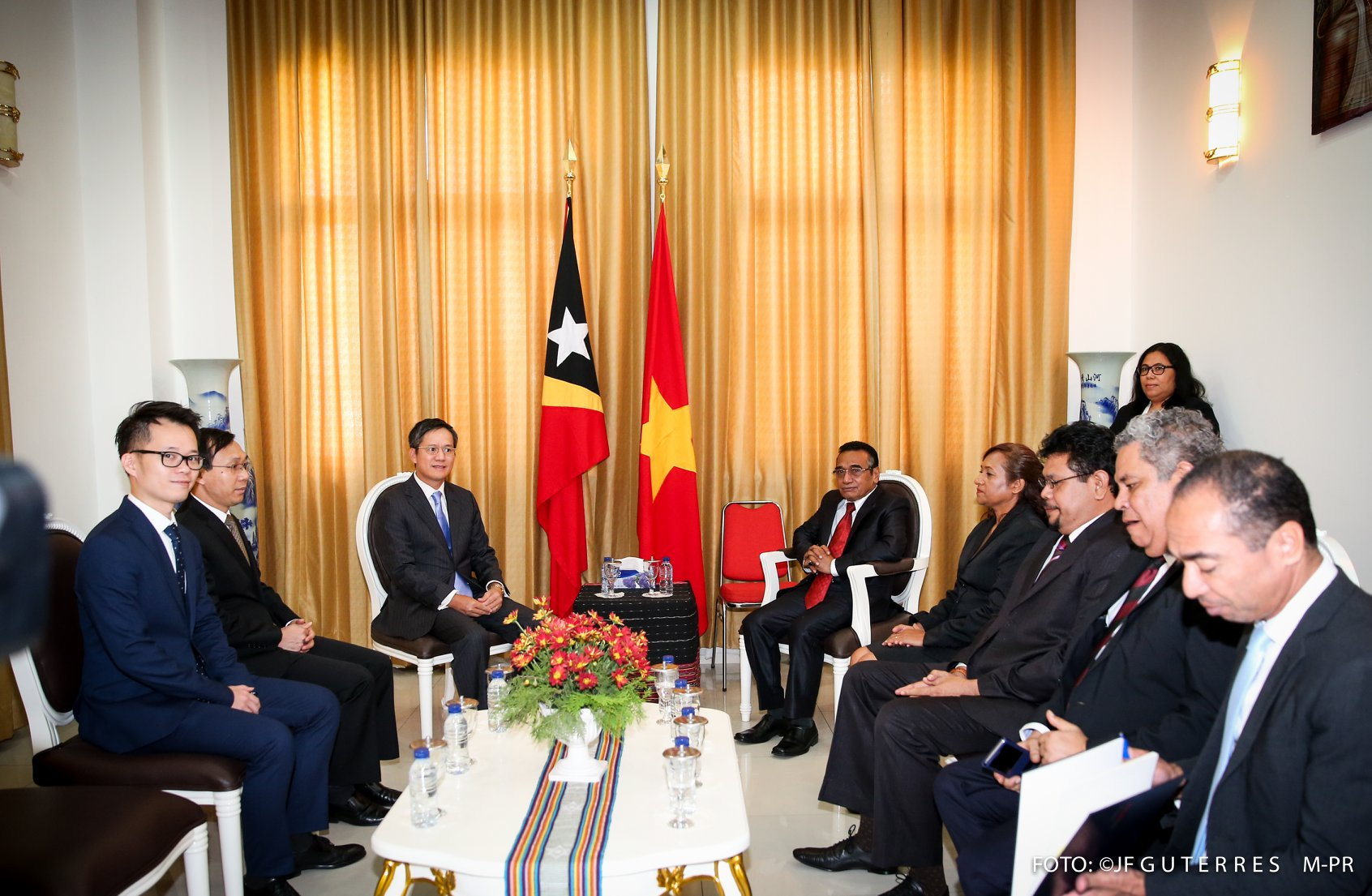
Botschafter Pham Vinh Quang und Präsident Francisco Guterres

Seit 2009 hat Osttimor einen Botschafter für Vietnam. Bis 2012 hatte er seinen Sitz im malaysischen Kuala Lumpur. Die Botschaft Osttimors in Hanoi wurde im April 2012 eröffnet.
Vietnam unterhält in Dili keine Botschaft. Zuständig ist der Botschafter im indonesischen Jakarta.

## Wirtschaft
Vietnam ist Mitglied der ASEAN, der Osttimor beitreten möchte. Geplant ist eine Zusammenarbeit in der Kaffeeproduktion und Erdöl- und Erdgasförderung. Osttimor möchte von Vietnams Erfahrung in der Landwirtschaft, Fischerei und Aquakultur profitieren. Handelsvereinbarungen wurden 2013 beim Besuch von Osttimors Premierminister Xanana Gusmão in Hanoi unterzeichnet.
Für 2018 registrierte das Statistische Amt Osttimors Importe aus Vietnam im Wert von 25.379.000 US-Dollar (2016: 33.061.000 US-Dollar), womit Vietnam auf Platz 5 (2016: Platz 5) der osttimoresischen Importeure steht. Die Reexporte aus und nach Vietnam hatten eine Wert von 15.000 US-Dollar (2016: 309.000 US-Dollar), die Exporte nach Vietnam 9.000 US-Dollar (2016: 195.000 US-Dollar). Damit steht Vietnam auf Platz 22 (2016: Platz 14) der Empfänger osttimoresischer Produkte.
Das vietnamesische Telekommunikationsunternehmen Viettel ist in Osttimor mit der Tochterfirma Telemor aktiv und einer der größten Mobilfunkanbieter im Inselstaat. Vietnam ist zudem am Zugang zum osttimoresischen Markt bei Baustoffen, Bekleidung, Schuhe, Elektronik und Milchprodukten interessiert.